# Московское театральное училище
Московское императорское театральное училище — дореволюционное учебное заведение-интернат в Москве, готовившее детей к работе в придворных театрах. 
Основанное в 1773 году как частная инициатива антрепренёра Михаила Меддокса при московском Воспитательном доме, с 1784 года оно было приписано к Петровскому театру Меддокса. В 1806 года вместе с труппой сгоревшего театра вошло в государственную систему вновь созданных московских Императорских театров. Официально училище было утверждено в 1809 году. С 1842 года после ликвидации московской дирекции театров подчинялось напрямую Санкт-Петербургской. Располагалось поочерёдно на Поварской улице, 13 (1820-е), Кузнецком Мосту, 1 (с 1830) и Неглинной улице, 6 (с 1863), в непосредственной близости с Большим и Малым театрами. 
После революции 1917 года было реорганизовано, из него выделено два учебных заведения, ныне:
- Московская государственная академия хореографии (занимается подготовкой артистов балета);
- Высшее театральное училище имени М. С. Щепкина (занимается подготовкой драматических артистов).